# Hôtel de la Caisse d'épargne de La Souterraine
L'hôtel de la Caisse d'épargne est un bâtiment du début du XXe siècle situé à La Souterraine, en France. Il est recensé à l'Inventaire général du patrimoine culturel.

## Situation et accès
L'édifice est situé au no 16 du boulevard Mestadier, au nord du centre-ville de La Souterraine, et plus largement au nord-ouest du département de la Creuse.

## Histoire

### Concours
En 1908, un concours est ouvert par la Ville de La Souterraine pour la « construction d'un hôtel de Caisse d'épargne avec logement pour le directeur ».
| Prix | Candidat                | Ville du candidat |
| ---- | ----------------------- | ----------------- |
| 1er  | René Sappin des Raynaud | Montluçon         |
| 2e   | Blanc                   | Limoges           |
| 3e   | Breuil                  | Limoges           |

### Fondation et réaménagement
Le bâtiment est élevé en 1909. Il est réamménagé vers 1990.

## Statut patrimonial et juridique
Le bâtiment fait l'objet d'un recensement dans l'Inventaire général du patrimoine culturel, en tant que propriété d'un établissement public. L'enquête ou le dernier récolement est effectué en 1997.